# Storie straordinarie
Storie straordinarie o anche Storie fuori dall'ordinario (Histoires extraordinaires à faire peur ou à faire rire...) è un film del 1949 diretto da Jean Faurez.
La pellicola presenta quattro episodi ispirati a racconti di Thomas de Quincey nel primo caso, e di Edgar Allan Poe per gli altri tre, raccordati da una vicenda principale che ha il solo scopo di introdurre le storie narrate.

## Trama
Tre soldati del Secondo Impero, durante una guardia notturna evocano i peggiori aneddoti della loro professione per spaventare il nuovo arrivato nella squadra.
Ognuno narra così il profilo di un famigerato assassino.
Nel primo episodio, Guillaume, uno spietato tagliatore di gole è attirato dalla presenza di due ragazze in un collegio femminile. Entrato, si mette al piano per richiamarle e mettere fuori gioco l'istitutrice. Le scaltre Eugénie e Léontine riescono però a fuggire calandosi dalla finestra e l'aggressore diventa il braccato. Messo alle strette l'uomo si suicida con la stessa tecnica riservata alle sue vittime.
Nel secondo episodio un uomo è ossessionato dall'occhio di vetro del suo amico, al punto da non poter resistere più alla sua visione e spingersi fino all'omicidio per interrompere questo insopportabile orrore. Ora però il cuore dell'amico continua a battere e lui non può fare a meno di ascoltarlo e subire questo nuovo tormento che lo costringe a confessare l'omicidio compiuto.
Nel terzo episodio Fortunato, mezzo ubriaco, si fa trascinare dall'amico Gaston nelle cantine della sua abitazione, con la promessa di assaggiare un vino prelibato, un Amontillado. Intanto continua a bere e a un certo punto l'amico lo chiude in una cella e lo mura vivo.
Nel quarto episodio il ricco Barnabé viene ucciso in circostanze poco chiare, ma che alla fine portano all'accusa del nipote, escluso dal testamento. Due mesi dopo arriva una cassa del pregiato vino Château-Margaux, ordinato dal defunto e così, l'amico Truffault decide di dare una grande festa per ricordarne la memoria ma anche per gloriarsi con gli invitati. Nell'aprire la cassa, però, esce fuori un cadavere che indica Truffault come il suo assassino. Truffault confessa e poi muore per lo spavento, con il maggiordomo inglese grande orchestratore della messinscena utilizzata per svelare l'ingiustizia.

## Produzione
I quattro episodi narrati sono tratti rispettivamente da Invito al valzer a sua volta tratto da L'assassinio come una delle belle arti di Thomas de Quincey, e dai racconti Il cuore rivelatore, Il barile di Amontillado e Sei tu il colpevole di Edgar Allan Poe.
.